# Red Sebastian
Seppe Guido Yvonne Herreman, poklicno znan kot Red Sebastian, belgijski pevec in besedilopisec * 13. maj 1999, Ostend, Belgija.

## Kariera
Seppe Herreman se je rodil 13. maja 1999 v obalnem mestu Ostend v Belgiji. Leta 2013 je s štirinajstimi leti sodeloval v drugi sezoni televizijske oddaje Belgija ima talent. S pesmijo »Ain't No Other Man« ameriške pevke Christine Aguilere se je uvrstil v finale. Po srednji šoli je Herreman študiral petje na Kraljevi akademiji umetnosti (KASK) v Gentu. Tam ga je med drugim učil flamski pevec Gustaph. Od svojega devetega leta igra tudi klavir.
Leta 2019 je nadaljeval svojo kariero pod umetniškim imenom Red Sebastian. Navdih za ime je dobil pri rdečem pojočem rakcu iz Disneyjevega filma Mala morska deklica iz leta 1989. Leta 2021 je izdal svoj debitantski album z naslovom »You«. Leta 2024 je sodeloval v VTM talent TV showu Sing Again, kjer se je uvrstil v finale.
Leta 2025 je podpisal pogodbe z glasbeno založbo CNR Records. Istega leta je bil tudi razglašen za enega od osmih finalistov Eurosong 2025, belgijskega nacionalnega izbora za Pesem Evrovizije 2025. Nastopil je s pesmijo »Strobe Lights«. V finalu je dosegel 423 točk in zmagal ter si tako prislužil pravico zastopati Belgijo na Pesmi Evrovizije leta 2025.

## Diskografija

### Studijski album
| Naslov | Podrobnosti                                                                                         |
| ------ | --------------------------------------------------------------------------------------------------- |
| You    | - Objavljeno: 5. novembera 2021 - Založba: Samostojno izdano - Format: digitalni prenos, pretakanje |

### EP
| Naslov          | Podrobnosti                                                                                         |
| --------------- | --------------------------------------------------------------------------------------------------- |
| Bedroom Secrets | - Objavljeno: 8. decembera 2023 - Založba: Samostojno izdano - Format: digitalni prenos, pretakanje |

### Pesmi
| Naslov                   | Leto | Najvišje uvrstitve na lestvici | Album           |
| Naslov                   | Leto | BEL (FL)                       | Album           |
| ------------------------ | ---- | ------------------------------ | --------------- |
| »Embrace Me«             | 2021 | —                              | You             |
| »Fading Away«            | 2021 | —                              | You             |
| »Keep Going Back to You« | 2021 | —                              |                 |
| »Some Kinda Way«         | 2021 | —                              | You             |
| »You«                    | 2021 | —                              | You             |
| »Letting Go«             | 2023 | —                              |                 |
| »Soft Suede«             | 2023 | —                              | Bedroom Secrets |
| »Appetite«               | 2023 | —                              | Bedroom Secrets |
| »In Your Eyes«           | 2024 | —                              |                 |
| »Strobe Lights«          | 2025 | 9                              |                 |